# Стонтон (Виргиния)
Стонтон (англ. Staunton) — независимый город (то есть не входящий в состав какого-либо округа) в штате Виргиния (США). По переписи 2010 года его население составляет 118 502 человека. Город в основном известен как родина 28-го президента США, Вудро Вильсона.

## История
В 1747 году в этих местах был основан хутор, который получил название «Стонтон» в честь леди Ребекки Стонтон, супруги королевского лейтенант-губернатора Виргинской колонии сэра Вильяма Гуча. В 1761 году Генеральная Ассамблея Виргинии дала Стонтону статус «town».
Во время Войны за независимость США Стонтон был некоторое время в июне 1781 года столицей Виргинии, когда Законодательная ассамблея штата, спасаясь от наступающих британских войск, бежала из Ричмонда сначала в Шарлотсвилл, а затем в Стонтон.
В 1801 году Стонтон официально стал инкорпорированным городом, и в нём был избран первый мэр. После этого город медленно рос, достигнув численность 2500 человек к 1850 году. В годы гражданской войны он стал одним из центров снабжения армий Конфедерации. 2 мая 1862 года город был занят войсками северян под командованием генерала Джона Фримонта перед сражением при Кросс-Кейс. В октябре 1862 года город вновь был занят войсками конфедератов, а 6 июня 1864 года в Стонтон вновь вошли северяне.
К 1870 году население города удвоилось по сравнению с 1850 годом, а в 1871 году он получил статус «city». В 1902 году Стонтон стал независимым городом. В 1908 году в городе была создана должность городского управляющего.

## СМИ
- The News Leader[англ.] — местная газета. Владелец Gannett Company.[3]

## Знаменитые уроженцы
- Вудро Вильсон (1856—1924) — президент
- Уильям Хейнс (1900—1973) — киноактёр
- Френсис Коллинз (р.1950) — генетик